# Filary Ziemi (miniserial)
Filary Ziemi (ang. The Pillars of the Earth) – niemiecko-kanadyjski miniserial historyczny z 2010 roku, będący adaptacją powieści Kena Folletta o tym samym tytule. 

## Treść
Rok 1120. U wybrzeży Normandii dochodzi do katastrofy okrętu, w której ginie jedyny legalny następca tronu Anglii. Na króla wybrany zostaje Stefan, mający największe poparcie. Jednak córka Henryka I, Matylda, nie godzi się z takim stanem rzeczy i uchodzi do Francji wraz z synem, skąd rozpoczyna próby odbicia tronu.
Na tle walk o władzę ukazana jest budowa monumentalnej katedry w fikcyjnym mieście Kingsbridge w południowej Anglii. Splatają się tu losy mistrza budowniczego Toma i jego rodziny, ambitnego opata Filipa, biskupa Walerana Bigoda, rodziny Hamleigh, dążącej za wszelką cenę do uzyskania szlachectwa, rodziny Earla Shiring, oskarżonego o bunt przeciw królowi.

## Obsada
- Ian McShane – biskup Waleran Bigod
- Rufus Sewell – Tom Budowniczy
- Matthew Macfadyen – przeor Filip
- Eddie Redmayne – Jack Jackson
- Hayley Atwell – Aliena
- Liam Garrigan – Alfred Budowniczy
- Tony Curran – król Stefan
- Sarah Parish – Regan Hamleigh
- David Oakes – William Hamleigh
- Robert Bathurst – Percy Hamleigh
- Alison Pill – księżniczka Matylda
- Sam Claflin – Richard
- Skye Bennett – Martha
- Emily Holt – starsza Martha
- Gordon Pinsent – arcybiskup
- Natalia Wörner – Ellen
- Götz Otto – Walter
- Skye Lourie – Elisabeth
- Jody Halse – Johnny Eightpence
- David Bark Jones – Francis
- Kate Dickie – Agnes, żona Toma
- Sidney Johnston – brat Jonathan
- Marl Phelan – Otto Blackface
- Tibor Pinter – Jacques Shareburg
- Freddie Boath – Henryk II
- Clive Wood – Henryk I
- Douglas Booth – Eustachy IV z Boulogne
- Matt Devere – Robert, 1. hrabia Gloucester
- Feodor Atkine – opat Suger

## Zdjęcia
Zdjęcia do serialu realizowane były na terenie Węgier (Budapeszt, Tata) i Austrii (Wiedeń, Leobendorf).